# Kaikei
Kaikei (japonès: 快慶)  (1150 (Gregorià) - 1250 (Gregorià)) fou un busshi (escultor budista de l'antic Japó, com Unkei i el seu mestre Kokei), actiu del 1183 al 1223. Fou membre de l'Escola Kei (Kei-ha), anomenada així per kanshi kei (慶). Kaikei també fou anomenat Anna-dabutsu o An Amida Butsu (en referència al buda Amitabha), i el seu estil s'anomenà An’amiyō (Anami). La majoria d'obres seues fan tres shaku d'alt i ens han arribat en gran nombre.

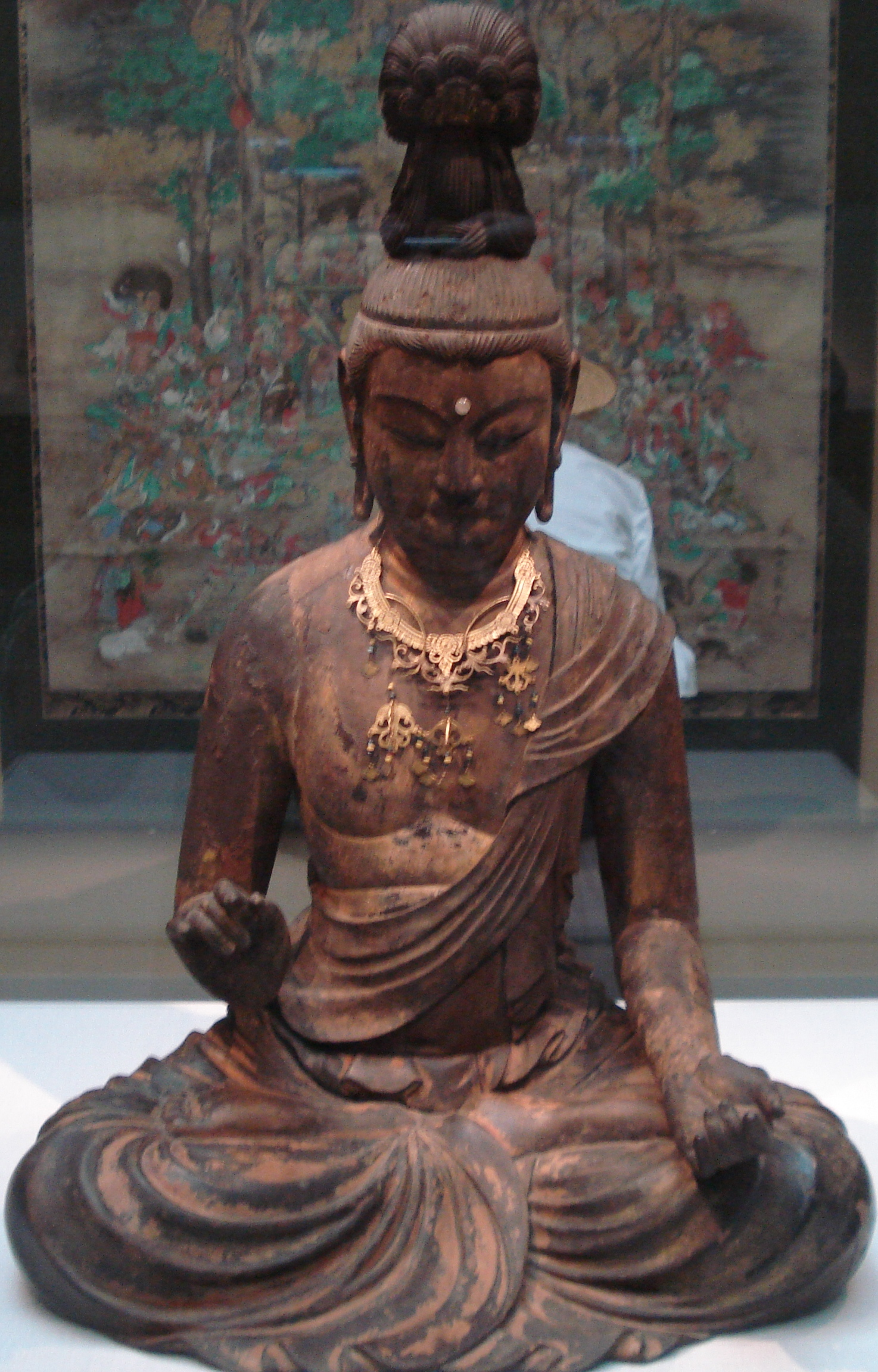
Bodhisattva, laca, or i coure sobre fusta, cristalls per als ulls, Kaikei

Hui, Kaikei i potser encara més el seu company aprenent Unkei es consideren els dos mestres més grans del seu temps que van definir i influir profundament en l'escultura de Kamakura. Kaikei ha estat objecte de monografies que resumeixen l'estat de la recerca sobre el tema, en particular dels historiadors Hisashi Mōri, Takeshi Kobayashi i Saburōsuke Tanabe.

## Context
Kaikei va estar actiu al començament del Període Kamakura, en què hi hagué canvis profunds al Japó, ja que l'aristocràcia va perdre tot el poder en favor dels clans guerrers: fou l'establiment del Shogunat de Kamakura (bakufu). Les escoles budistes dels segles anteriors (Tendai, Shingon) van donar pas a un budisme més popular centrat en la recerca interior de la fe, en particular les escoles de la Terra Pura (Jōdo en japonés). En la història de l'art, el període continua fortament caracteritzat per l'escultura de Kamakura, la darrera edat d'or de l'escultura japonesa, sota la influència de l'Escola Kei. Trencant amb l'idealisme i l'academicisme d'Heian, proposava un estil marcat pel realisme, el dinamisme, les influències de la Xina Song i l'estudi d'estils antics del Període Tenpyo, que corresponien millor al gust dels samurais, els nous mestres del Japó i les noves escoles de la Terra Pura. El material principal fou llavors la fusta durant uns segles, tallada amb el mètode conegut com a yosegi-zukuri (fusta assemblada), que consistia a confegir una estàtua acoblant les peces que la componien, tallades per separat.
Fou a Nara on evolucionà l'Escola Kei, que va participar en gran manera en les renovacions dels temples destruïts pel clan Taira el 1180 durant les guerres Genpei, i la seua creació se sol atribuir a Kōkei, el mestre de Kaikei. Així doncs, l'art de Kaikei se situa al començament de l'escultura de Kamakura.

## Biografia

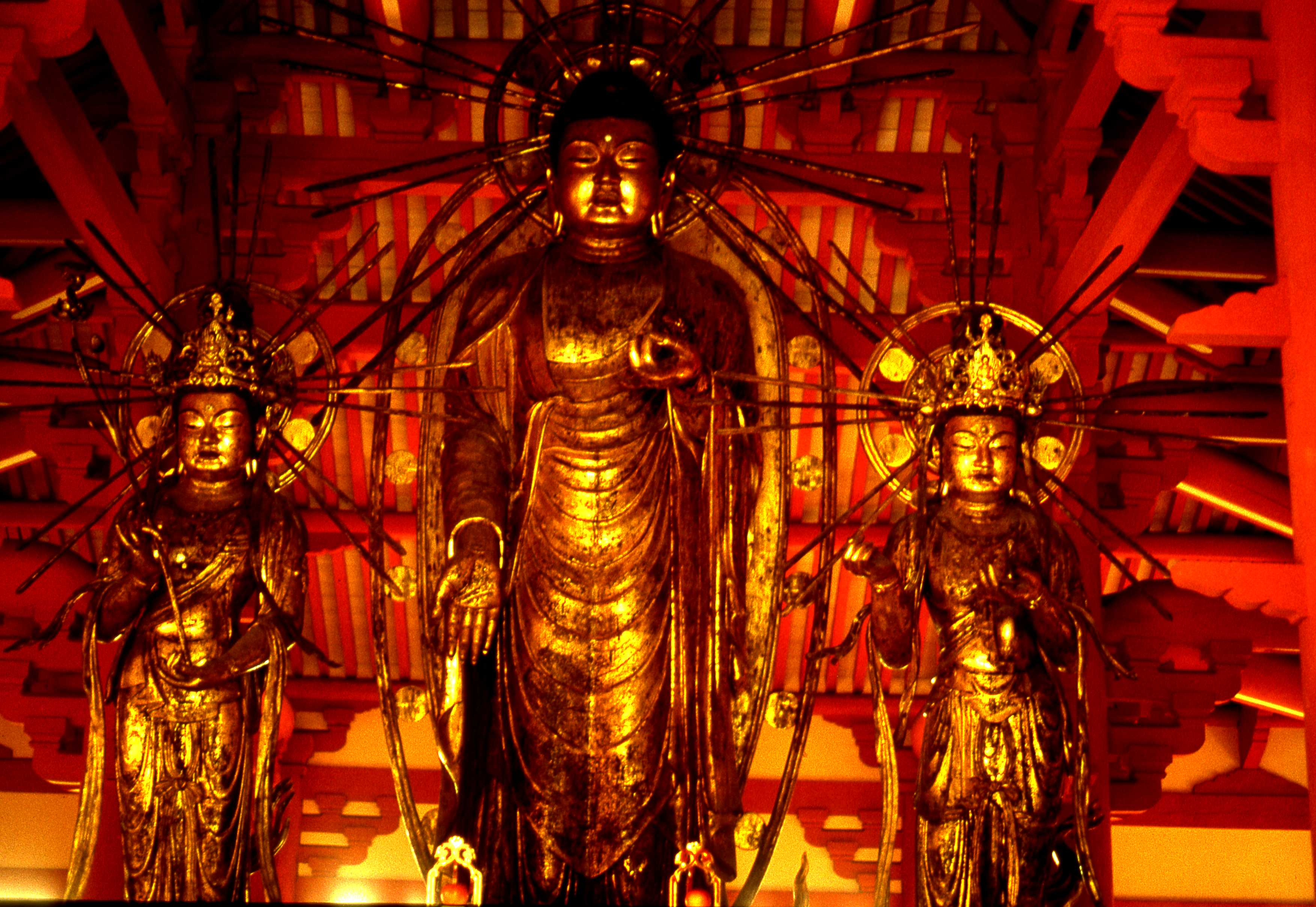
Tríada d'Amida, laca i pa d'or sobre fusta, Kaikei

Kaikei era, com Unkei, aprenent de Kōkei, i es familiaritzà amb el naturalisme de l'Escola Kei des de ben jove. Rivalitzava amb Unkei. Amb altres membres de l'escola, participà en la restauració dels grans temples de Nara destruïts durant les guerres Genpei. Va treballar particularment a Tōdai-ji, on esculpí un dels reis celestials (Shi Tennō) i el Guanyin del Daibutsu-den (ara perdut), els dos guardians de la porta interior amb Jōkaku (Chū-mon, perdut) i participà en el desenvolupament d'un dels dos Niō de la gran porta sud (Nandaimon), un exemple característic de l'estil realista Kei.
Una vegada dominada la tècnica de l'Escola Kei, Kaikei va explorar molts altres estils d'escultura a finals del segle XII, en particular l'art de la Dinastia Song. En aquesta recerca artística intentà arribar a un art personal adaptat al seu caràcter. L'estil resultant, "extraordinàriament bell i elegant", s'anomena An'amiyō, Anna-miyō o Anami, en referència al Buda Amitābha (Amida en japonés), perquè Kaikei era un fervent creient de l'escola amidista Jōdo shū, amic íntim del monjo Chōgen, i es va convertir en monjo més tard. Innovador i únic, el seu art creà moltes obres mestres al voltant dels 1200-1210, com ara el Jizō i el Hachiman de Tōdai-ji, i va influir en alguns artistes. Durant aquest període també obrí el seu estudi d'escultura a Nara, tot i que va continuar treballant per a l'Escola Kei.
En els últims anys de la seua vida, Kaikei es dedicà quasi exclusivament a representacions d'Amida, però sembla que havia perdut part del seu poder expressiu. Segons H. Mōri, l'estil An'amiyō era certament molt bell, sorprenent per la seua originalitat al principi; potser, però, li mancava intensitat per perdurar en el temps.
Va rebre els títols de hokkyō el 1203, i després hōgen (segon títol honorífic per als busshi) el 1210, cosa que demostra el gran èxit que tingué en vida, en part a causa de la popularitat i la simplicitat dels temes que va esculpir. Hui es conserven una vintena d'obres que se li atribueixen.
Entre els seus principals estudiants hi havia Gyōkai, Eikai i Chokai.

## Estils Kei iAn'amiyō

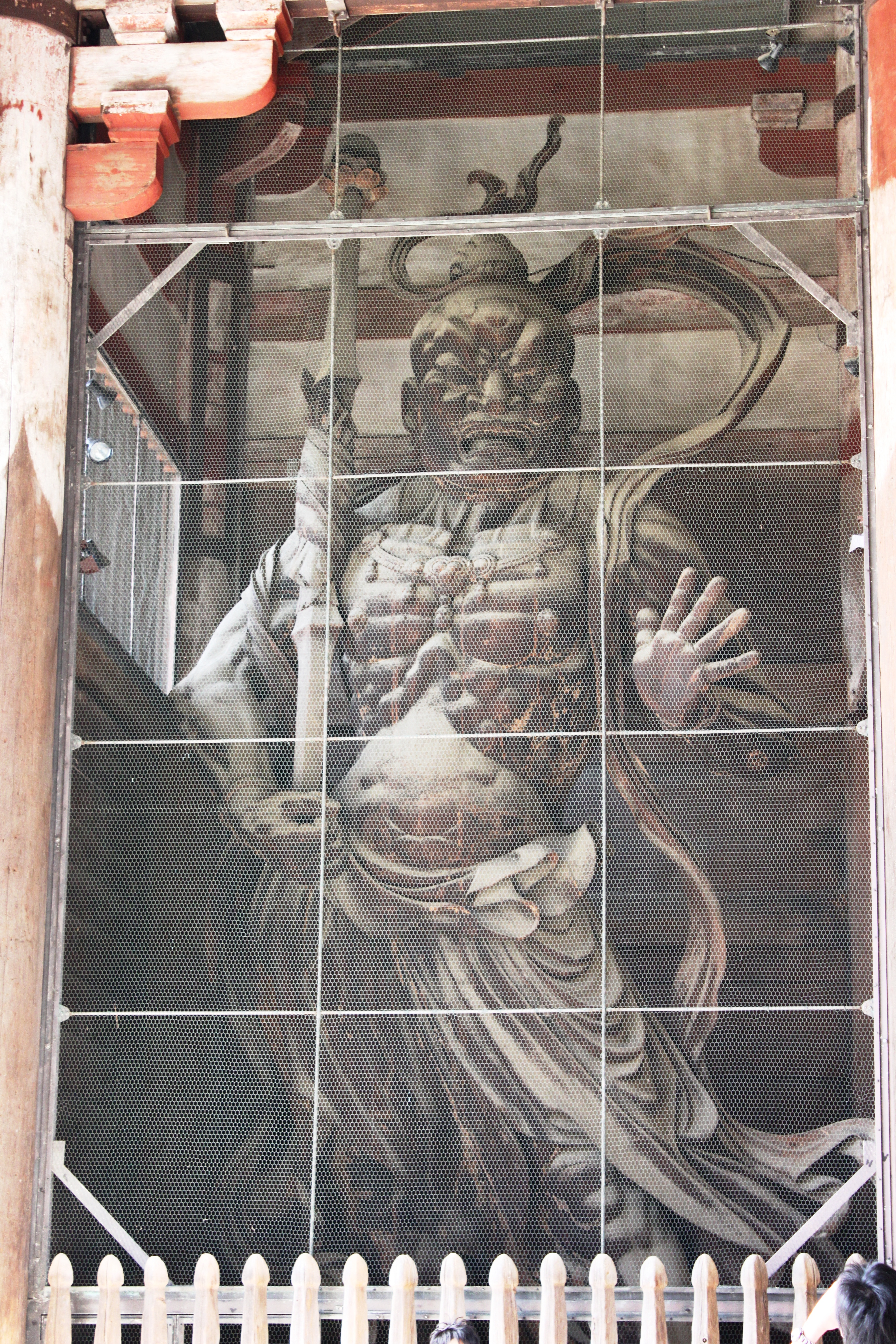
Agyō (Niō de Tōdai-ji), en fusta, Escola Kaikei i Kei

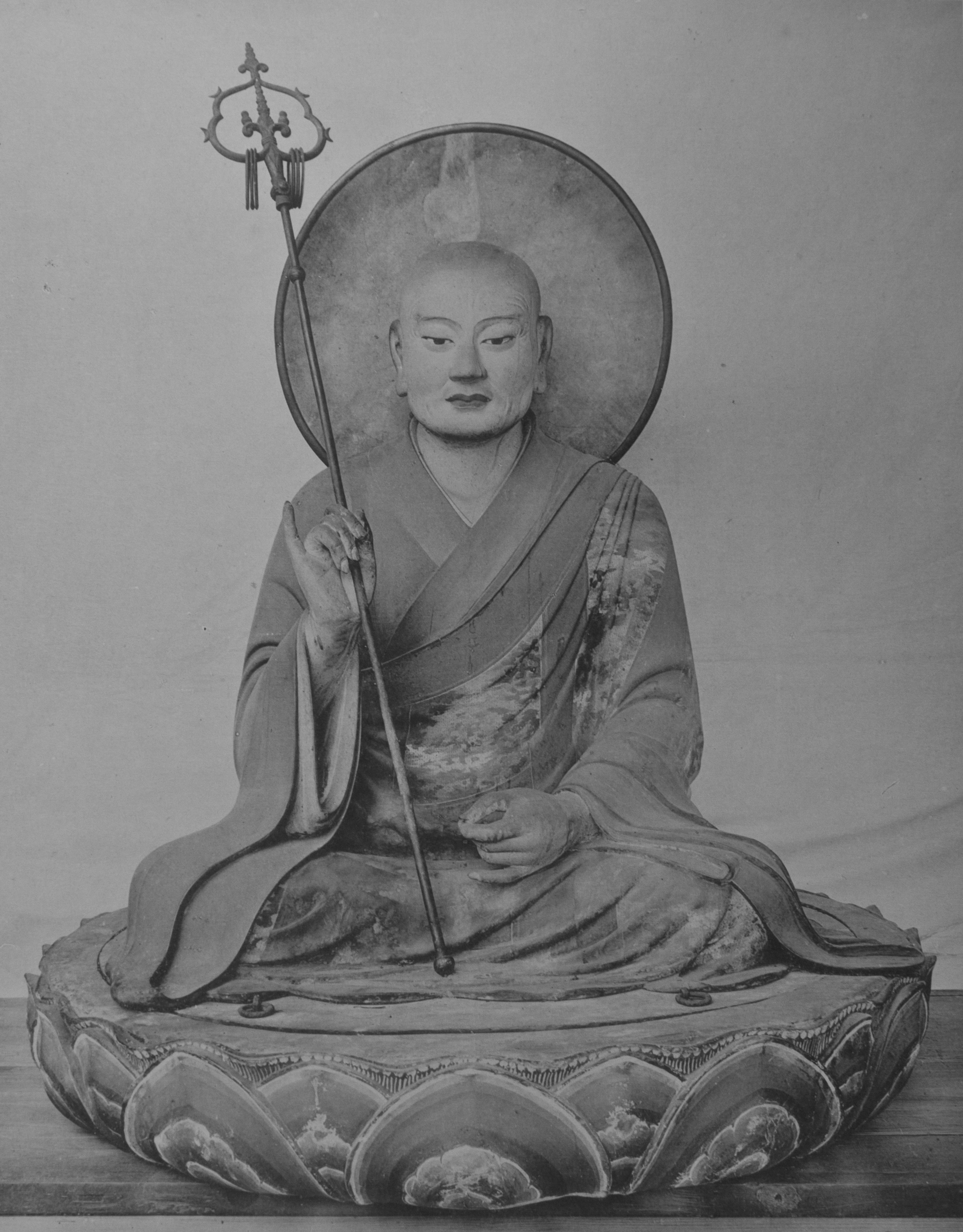
Hachiman amb aparença de monjo, fusta pintada, Kaikei

Tot i que era competent en les arts realistes de l'Escola Kei, Kaikei era de naturalesa més pacífica que altres escultors de l'escola com ara Unkei; i el seu estil An'amiyō, que es basa en el realisme, reflecteix aquest caràcter. Les seues estàtues més petites expressen gràcia, elegància, dignitat, serenitat i bellesa intel·lectual.  Com escriu H. Mōri, aquest és un estil "femení" en oposició a l'estil "masculí" d'Unkei. L'artista, "sensible a la perfecció en brut de les formes", presta una atenció meticulosa als petits detalls de les seues obres.
El seu estil tan personal anà acompanyat d'un canvi profund en la iconografia amidista en comparança amb els seus contemporanis. Kaikei tracta el tema amb estàtues petites, primes i dempeus, formant el mudrā raigōin. El Període de Kamakura va estar marcat per una popularització del budisme de la Terra Pura gràcies a la influència de monjos com Hōnen, així com dels samurais, els nous amos del Japó.
Un exemple característic del seu art és la representació d'Hachiman amb la disfressa d'un monjo (Tresor Nacional, Santuari de Hachiman a Tōdai-ji). El kami sintoista es representa segut en un pedestal en forma de flor de lotus, amb una mà alçada amb un ceptre (shakuzō), i la túnica decorada amb motius florals i pintura daurada (kindei).  L'artista vol representar la divinitat en una forma essencialment humana, i la forta presència idealitzada del déu guerrer "se subordina a la calma i l'elegància etèria del monjo". El Jizō (Kōkei-dō en Tōdai-ji) mostra una expressió de gràcia, emfasitzada pel tors esvelt i el modelatge brillant i meticulós de la túnica.
Entre les seues primeres obres, encara molt properes a l'estil Kei, hi ha la tríada Amida de Jōdo-ji i els dos Niō (o Kongō-rikishi, anomenats Ungyō i Agyō) de Tōdai-ji. Aquests darrers, entre els exemples més representatius de l'escola actual, es caracteritzen pel dinamisme, amb el cos prim, els músculs prominents, la roba fluida i el rostre ferotge. Completades en uns dos mesos, necessitaren la participació de molts ajudants. La tradició atribueix la direcció de cada Niō a Unkei (per a Ungyō) i Kaikei (per a Agyō); tot i que alguns estudis hi poden qüestionar el seu paper exacte, la participació de Kaikei en la creació de l'Agyō continua sent certa.

## Obres principals
- Tríada d'Amida de Jōdo-ji (1195), Tresor Nacional Japonés . Alçada: 7,498 m
- Hachiman de Tōdai-ji (1201), Tresor Nacional japonés. Alçada: 87 cm
- Dos Niō de Tōdai-ji (1203), Tresor Nacional japonés. Produït en col·laboració amb l'Escola Kei. Alçada: 8,36 m  i 8,42 m
- Maitreya de Sanbō-in (1192), Bé cultural
- Vairocana d'Ishiyama-dera (1194), Bé cultural
- Mahamayuri de Kinpusen-ji (1200), Bé cultural
- Jizō de Tōdai-ji (vers els 1203-1208), Bé cultural. Alçada: 90,6 cm